# Els Millars (Aramunt)
Els Millars és una partida rural del terme municipal de Conca de Dalt, al Pallars Jussà, a cavall dels antics termes d'Aramunt, en territori que havia estat del poble d'Aramunt, i de Claverol, en territori del poble de Sant Martí de Canals.
És al nord d'Aramunt, al sud-oest del Serrat de Narçà, a ponent de la casa de lo Petirro i al nord-oest de la Borda de l'Andreu. Queda al costat de ponent de la Carretera d'Aramunt quan aquesta carreterea travessa el barranc dels Millars. És la partida de més al nord-oest de l'antic terme d'Aramunt i la de l'extrem sud-occidental del de Claverol.
Es tracta d'una zona de camps de conreu, alguns d'ells en desús, amb una extensió total de 19,2738 hectàrees (11,5319 en terres d'Aramunt i 7,7419 en les de Claverol). La major part de les terres productives són conreus de secà, però també n'hi ha alguns de regadiu i algunes pastures. Hi ha també algunes oliveres i alguns trossos de terres improductives.